# Die Chronik des Eisernen Druiden
Die Chronik des Eisernen Druiden (Originaltitel: The Iron Druid Chronicles) ist eine neunbändige Urban Fantasy-Romanreihe des US-amerikanischen Autors Kevin Hearne. In den Vereinigten Staaten wurde sie durch Del Rey Books veröffentlicht, die deutschsprachigen Ausgaben erschienen durch die Hobbit Presse, übersetzt von Alexander Wagner und Friedrich Mader. Alle deutschsprachigen Bände wurden zudem als Hörbuch vertont.
Der aus der Ich-Perspektive erzählende Protagonist ist der rund zweitausendeinhundert Jahre alte irische Druide Siodhachan Ó Suileabháin, genannt Atticus O’Sullivan. Dieser bestreitet als letzter lebender Druide etliche Abenteuer, in denen er auf Gestalten aus verschiedenen Mythologien trifft, unter anderem der griechischen, nordischen und keltischen.

## Die Bücher

### Gehetzt
| Originaltitel | Hounded                                  |
| Erschienen    | - 3. Mai 2011 (USA) - 2013 (Deutschland) |
| Übersetzer    | Alexander Wagner                         |

Der Ire Atticus O’Sullivan lebt seit zehn Jahren in Arizona und betreibt dort einen Buchladen mit pharmazeutischer Theke. Doch in Wirklichkeit ist er ein uralter Druide, der schon seit über 2000 Jahren lebt. Durch die Kräuterkunde Airmeds bleibt sein Körper der eines 21-Jährigen und erlaubt es ihm, sein tatsächliches Alter von zweitausendeinhundert Jahren zu verbergen. Seit die Römer alle Druiden außer ihm töteten, versteckt sich Atticus als letzter Druide vor seinen zahlreichen Feinden aus der Götter- und Feenwelt. Besonders Aenghus Óg, der keltische Gott der Liebe, hegt einen großen Hass gegen ihn. Atticus hatte vor Jahrhunderten bei der Schlacht gegen Conn Cétchathach das Schwert Fragarach erbeutet und Aenghus als angeblich rechtmäßigem Besitzer die Rückgabe verweigert. Nachdem er sich lange Zeit verstecken konnte, spürte ihn Aenghus schließlich doch in Arizona auf. Nachdem zwei Attentatsversuche auf ihn scheitern, bei denen unter anderem Bres von Atticus getötet wird, begibt sich dessen Frau Brighid zu ihm. Die Göttin erklärt ihm, dass Aenghus sich nicht nur rächen will, sondern Fragarach gegen sie richten und sie als Oberhaupt der Túatha Dé Danann verdrängen will. Da sie ihren Mann als Verräter sieht und auch ihren Bruder Aenghus nicht unterstützt, hilft sie stattdessen Atticus. Sie warnt ihn davor, dass Aenghus die menschliche Polizei gegen ihn manipuliert und Pakte mit einem polnischen Hexenzirkel, den Fomori und einigen weiteren Kreaturen geschlossen hat. Tatsächlich wird er kurz darauf von einem durch Aenghus kontrollierten Polizisten angeschossen, was ihn dazu bringt, in die Offensive zu gehen. Jedoch wird er mit einem neuen Problem konfrontiert, als eine alte indische Hexe namens Laksha, deren Geist in der hübschen Barkeeperin Granuaile lebt, seine Dienste fordert. Sie verspricht ihm, den Hexenzirkel auszuschalten, wenn er ihr ein Amulett beschafft, dass sich im Besitz der Hexen befindet und ihre eigenen Kräfte verstärkt. Gleichzeitig möchte die echte Granuaile, die durch Laksha von der magischen Welt erfahren hat, Lehrling von Atticus werden. Atticus willigt ein unter der Bedingung, dass Laksha, wenn sie ihr Amulett zurückbekommen und einen neuen Körper gefunden hat, außerhalb seines Territoriums bleibt. Kaum ist die Abmachung getroffen, erfährt Atticus, dass sein Hund Oberon und sein Werwolf-Anwalt Hal Hauk durch den Hexenzirkel entführt wurden. Sie verlangen, dass Atticus das Schwert Aenghus Óg zurückgeben soll, wenn seine Freunde weiterleben sollen. Mit der Hilfe des Rudels von Hal und Laksha begibt er sich in eine abgelegene Wüste, wo der Hexenzirkel und Aenghus warten. Der Gott hat eine Pforte zur Hölle geöffnet, wodurch Dutzende von Dämonen auf die Erde gelangen. Im anschließenden Kampf kann Laksha die Hexenanführerin Randomila töten, die restlichen werden durch das Werwolf-Rudel getötet. Atticus schafft es, Aenghus Óg zu erschlagen und mit ihm die meisten Dämonen. Jedoch werden einige Werwölfe durch den Angriff verletzt und einer getötet, während Atticus die Kraft der mit ihm verbündeten Morrígan annehmen muss, um zu gewinnen. Kurz darauf offenbart ihm Flidais, dass sie Hal und Oberon im Auftrag von Brighid entführt hat, um Atticus einen Grund zu geben, sich dem Kampf zu stellen und nicht mehr zu fliehen. Atticus kehrt mit Aenghus' Schwert Moralltach als Trophäe nach Hause zurück, um sich von dem Kampf zu erholen.

### Verhext
| Originaltitel | Hexed                                     |
| Erschienen    | - 7. Juni 2011 (USA) - 2014 (Deutschland) |
| Übersetzer    | Alexander Wagner                          |

Durch das Erschlagen von Aenghus Óg und Bres hat Atticus die ihm gewidmete Aufmerksamkeit um ein Vielfaches gesteigert. Etliche Götter wollen ihn als Söldner für eigene Feldzüge gewinnen, die meisten wollen jedoch nur nicht selbst von ihm heimgesucht werden. Während sein Vampir-Anwalt Leif Helgarson versucht, ihn zu einem Rachefeldzug gegen den nordischen Donnergott Thor zu bewegen, gerät Atticus’ Wohnsitz ins Fadenkreuz einiger Bacchantinnen, die durch die von ihm vernichteten Hexen nicht mehr in Schach gehalten werden. Die von Atticus’ Feldzug übriggebliebenen Hexen, nun unter der Führung von Malina Sokolowski, haben sich ihm zwar angeschlossen, sind aber nicht stark genug für eine Verteidigung ihres Territoriums. Da Atticus’ Magie gegen diese Kreaturen machtlos ist, muss er erneut auf die Hilfe von Laksha, die inzwischen einen neuen Körper gefunden hat, zurückgreifen. Als Gegenleistung fordert sie, dass er ihr einen von Iduns goldenen Äpfeln aus Asgard bringt, die ihren Körper jung halten sollen. Da Malina ihm jedoch die falsche Anzahl von Bacchantinnen genannt hatte, tötet Laksha nur die ausgemachte Anzahl und verschwindet anschließend. Atticus gelingt es zwar, zwei der übrigen Bacchantinnen zu töten, doch eine entkommt, um ihrem Herrn Bacchus Bericht zu erstatten.
Unterdessen sieht sich Atticus bereits neuen Gefahren gegenüber. Ein Zirkel von deutschen Hexen, mit denen er bereits im Zweiten Weltkrieg zu schaffen hatte, ist im Begriff, die unterlegenen polnischen Hexen von Malina anzugreifen und ihr Territorium zu beschlagnahmen. Gleichzeitig tauchen zwei mysteriöse Kabbalisten auf, die in Atticus eine Gefahr sehen, da er mit dunklen Kreaturen wie Werwölfen, Vampiren und Hexen verkehrt.
Nachdem mehrere Attentatsversuche der deutschen Hexen scheitern, versucht Atticus, seine Schülerin Granuaile, seinen Hund Oberon und die mit ihm eng befreundete Witwe MacDonagh zu schützen. Letztlich sieht er sich jedoch gezwungen, Leif um Hilfe zu bitten, während er ihm verspricht, bei seiner Jagd auf Thor zu helfen.
Gemeinsam mit den übrigen polnischen Hexen gelingt es ihnen, den deutschen Zirkel und die mit ihnen im Bunde stehenden Dämonen zu vernichten, wobei eine von Malinas Hexen stirbt, als sich einer der Kabbalisten einmischt. Fälschlicherweise hält er Atticus und seine Verbündeten für die dunklen Mächte, was diese ihm nach der Schlacht zu beweisen versuchen. Sie lassen ihn trotz des Mordes gehen, da sie sonst mit einer viel größeren Zahl seiner Sorte zu rechnen haben.
Nachdem die Schlacht geschlagen ist, sieht Atticus die Zeit für gekommen, sich um das verwüstete Land zu kümmern, das Aenghus Óg bei der Öffnung des Höllentors hinterlassen hat.

### Gehämmert
| Originaltitel | Hammered                                  |
| Erschienen    | - 5. Juli 2011 (USA) - 2015 (Deutschland) |
| Übersetzer    | - Friedrich Mader - Alexander Wagner      |

Atticus muss nun Laksha für ihre Hilfe bei der Vernichtung der Bacchantinnen entschädigen. Er reist nach Asgard, um einen von Iduns goldenen Äpfel zu stehlen. Dabei wird er jedoch von den Nornen entdeckt, die er in Notwehr erschlagen muss. Zwar gelingt es ihm, einen Apfel zu entwenden, wird nun jedoch von Odin und den Walküren verfolgt. Indem er Odins Pferd Sleipnir zu Fall bringt, gelingt ihm jedoch die Flucht. Zurück in der Heimat konfrontieren ihn erneut eine Gruppe von Kabbalisten. Allein das Auftauchen von Jesus Christus selbst verhindert, dass sie ihn ermorden, indem er ihnen versucht beizubringen, dass Atticus kein Dämonenanhänger ist. Da Atticus auch bei Leif Helgarson eine Schuld zu begleichen hat, muss er kurz darauf erneut nach Asgard und dem Vampir helfen, Thor zu töten. Da der Gott mehrere Feinde hat, sammelt Leif noch weitere Verbündete; Gunnar Magnusson, Leifs Anwaltspartner, den slawischen Donnergott Perun, den Unsterblichen Zhang Guo Lao und den finnischen Helden Väinämöinen. Atticus, der als Druide die mythischen Gefilde wechseln kann, soll die Gruppe nach Asgard bringen. Dafür muss er jedoch einen Einblick in das Leben der Fremden bekommen, da er außer Gunnar und Leif keinen der Gruppe kennt. Daher erzählen sie sich die jeweiligen Geschichten, warum sie Thor tot sehen wollen. Nachdem die mentale Verbindung der Gruppe stark genug ist, schafft es Atticus, alle nach Jötunheim zu bringen. Dort gelingt es ihnen, die Frost-Jötunnen als Verbündete zu gewinnen, um die Asen anzugreifen.
Tatsächlich gelingt es ihnen, als sie Asgard erreichen, den Gott Heimdall zu töten und Thor aus der Reserve zu locken. Allerdings flüchtet er, als er die Übermacht gegen sich erfasst und kehrt mit seinem Vater Odin und einigen anderen Göttern zurück.
Im anschließenden Gefecht werden fünfzehn der zwanzig Jötunnen getötet, ebenso Väinämöinen und Gunnar Magnusson. Im Gegenzug lassen die Götter Uller, Freyr und die Walküren ihr Leben. Leif gelingt es, Thor im Zweikampf zu besiegen, allerdings wird er selbst dabei enthauptet.
Atticus, selbst schwer verletzt, versucht den von Thors Hammer zerschmetterten Kopf wieder zusammenzusetzen, damit Leifs Vampirheilkräfte ihm möglicherweise wieder untotes Leben einhauchen können.
Nachdem sich Atticus selbst weitestgehend heilen kann, kehrt er mit Perun und Zhang Guo Lao zurück zur Erde, wo sie Väinämoinen begraben.
Kurze Zeit später trennen sich die drei Überlebenden. Atticus nimmt Gunnars Leichnam mit, um dem Wehrwolfrudel sein Alpha zurückzubringen, ebenso Leif.
Hal Hauk, bisher der zweite in der Rangfolge und nun Alphatier, ermöglicht Atticus und Granuaile mit neuen Ausweisen die Flucht, da nun etliche Götter und magische Wesen Jagd auf sie machen werden, und sie sich nun einen neuen Rückzugsort suchen müssen.

### Getrickst
| Originaltitel | Tricked                                     |
| Erschienen    | - 24. April 2012 (USA) - 2016 (Deutschland) |
| Übersetzer    | Friedrich Mader                             |

Nach seinem Raubzug in Asgard sieht Atticus keine andere Möglichkeit, sich vor den ihn jagenden Göttern zu verstecken, als zu sterben.
Daher bittet er den Trickster-Gott Coyote der Diné, seine Gestalt anzunehmen und sich töten zu lassen. Die List gelingt, und da der gestaltwandelnde Coyote nicht zu töten ist, erscheint er kurze Zeit später wieder in neuer Form.
Im Gegenzug verlangt der verschlagene Gott, dass Atticus ihm bei einem Projekt helfen soll. Wie dieses aussieht, erfährt Atticus erst später: er soll mithilfe des hiesigen Elementargeistes auf dem Colorado-Plateau ein Goldvorkommen erzeugen, welches als Startkapitel dienen soll, um erneuerbare Energien zu etablieren. Was Coyote verschweigt: Nahe dem Bauplatz für das Dorf, von wo aus das Gold geschürft werden soll, leben zwei Skinwalker, von mächtigen Geistern besessene Hautwechsler. Coyotes Plan ist, dass Atticus diese für ihn erledigen soll, da er auch seine Schülerin Granuaile beschützen muss, die er für ihre Ausbildung mitgenommen hat.
Hel, die Göttin des Todes aus dem nordischen Pantheon, gelingt es Atticus aufzuspüren und fordert ihn auf, sich ihr bei der Umschreibung von Ragnarök anzuschließen. Als er sich weigert, belegt sie die Skinwalker und ihren Hund Garm mit einem Bann, der sie dazu zwingt, Atticus umzubringen.
Erneut muss Coyote als Beute herhalten, damit dieser Bann gebrochen wird, doch nun verteidigen die Skinwalker ihr Revier, wie es vor Hels Auftreten von Coyote vorgesehen war.
Unterdes macht Atticus mit Granuaile Fortschritte und täuscht auch ihren Tod vor, sodass sie als Lehrer und Schüler ein neues Leben beginnen können.
Als sich jedoch Leif Helgarson, der sich nach seinem Kampf mit Thor dank seiner Vampirheilkräfte wieder halbwegs regeneriert hat, an ihn wendet, ergibt sich ein neues Problem. Durch Leifs Schwächung beanspruchen nun andere Vampire sein Territorium, und nur durch eine List kann er Atticus dazu bringen, den mächtigsten Vampir und Leifs eigenen Schöpfer Zdenik zu töten. An diesem Verrat, bei dem sowohl Atticus als auch sein Hund Oberon schwer verletzt werden, zerbricht ihre Freundschaft, trägt jedoch entscheidend dazu bei, dass Leif sein Territorium säubern kann.
Mithilfe des Hataali Frank, eines Navajo-Magiekundigen, der Atticus wahre Identität zum Teil erfährt, gelingt es Atticus und Coyote schlussendlich, die Skinwalker nach einigen ihrer Angriffe in die Falle zu locken und zu töten. Dabei stirbt jedoch Frank, der aufgrund seines Alters nach dem Kampf einen Herzinfarkt erleidet.
Da Atticus auch den Elementargeist dazu bringen konnte, das Gold bereitzustellen, ist seine Abmachung mit Coyote erfüllt. Dieser gibt ihm als zusätzlichen Dank die Berechtigung, in dem Navajo-Reservat zu leben und dort Granuailes Ausbildung abzuschließen.

### Erwischt
| Originaltitel | Trapped                                        |
| Erschienen    | - 27. November 2012 (USA) - 2016 (Deutschland) |
| Übersetzer    | Friedrich Mader                                |

Granuailes Ausbildung ist endlich abgeschlossen. Nach zwölf Jahren ist sie bereit, sich mit Gaia, der Erde selbst, zu verbinden. Doch sämtliche Mächte scheinen sich gegen dieses Vorhaben zu stellen; Loki, der nordische Gott der Lügen, konnte sich aus seinem Gefängnis befreien und verwüstet das Gefilde von Perun, dem slawischen Donnergott. Dieser flieht vor Loki und bittet Atticus um Hilfe. Dieser bringt Perun, Granuaile, Oberon und sich selbst nach Tír na nÓg in Sicherheit. Dort werden sie jedoch schon erwartet und zu einer Audienz bei der obersten Göttin Brighid gebeten. Atticus folgt der Aufforderung, obwohl sie eigentlich nicht hätte zustande kommen können, da er vor mehr als zwölf Jahren seinen Tod vorgetäuscht hatte, um den meisten Göttern zu entgehen. Damals musste er sein Schwert Fragarach an die Morrígan geben, um seinen Tod glaubhaft zu machen. Erst jetzt erfüllt diese ihr Versprechen, es an seinen ursprünglichen Besitzer Manannan mac Lir zurückzugeben. Da sie mit Brighid stets im Zwist stand, will sie sie mit dieser Geste demütigen. In dem folgenden Gespräch erklärt Atticus, warum er seinen Tod vortäuschte und erfährt seinerseits, dass die Bindung an die Erde nur in Europa möglich ist. Allerdings sind sämtliche magischen Pfade dorthin verschlossen; nur jene, die zum olympischen Gefilde führt, ist noch intakt. Atticus sieht dies als Falle, da der Gott Bacchus, den Atticus mehrmals als Sündenbock dastehen ließ, seinen Tod geschworen hat. Dennoch hat er keine Wahl, da die Bindung möglichst schnell geschehen muss. Bevor sie jedoch aufbrechen, wird Atticus von Manannan gewarnt, dass die Svartálfar womöglich mit jenen im Bunde stehen, die Atticus zu töten versuchen. Trotz allem reisem sie nach Griechenland und suchen einen Ort, wo sie ungestört die langwierige Bindung vollziehen können. Zuvor wird Atticus jedoch von Frigg aufgesucht, die ihm das Versprechen abnimmt, den verbliebenen Asen als Ausgleich für seine Verwüstung bei dem Kreuzzug gegen Tor bei der Vernichtung des Fenriswolfs zu helfen. Lokis Ausbruch symbolisiert den baldigen Beginn von Ragnarök, und da Atticus für den Tod vieler verantwortlich ist, die gegen Loki und seine Tochter Hel in die Schlacht ziehen sollten, soll er so seine Taten wiedergutmachen. In Griechenland angekommen, beginnen sie mit der Bindung und der damit verbundenen Tätowierung, werden jedoch schon kurz darauf unterbrochen, als sie von einigen Attentätern angegriffen werden. Da Granuailes Bindung schon so weit vorangeschritten ist, dass sie ins magische Spektrum sehen kann, gelingt es ihnen, den Angriff abzuwehren. Dabei erfahren sie, dass tatsächlich die Svartálfar hinter dem Angriff stecken, jedoch Hilfe von einem der Túatha Dé Danann erhalten. Daher kehren sie nach Tír na nÓg zurück und bitten Goibhniu, Granuaile eine fähige Waffe zu fertigen. Gleichzeitig trifft Atticus mit Manannan eine Abmachung, um Fragarach wieder zu bekommen und trägt ihm auf, nach dem Verräter zu suchen. Zurück in Griechenland müssen sie feststellen, dass Bacchus ihnen auf den Fersen ist. Daher begeben sie sich in die Stadt, um sich mit weiteren Waffen auszurüsten. In einem Laden werden sie von Atticus ehemaligem Anwalt Leif Helgarson überrascht, der sie in Kontakt mit Theophilus bringt. Dieser ist der älteste Vampir der Erde und Mitverursacher der römischen Auslöschung der Druiden. Dies will er nun vollenden und schickt mehrere Svartálfar gegen sie ins Feld. Nur mühsam und unter Verletzungen können sie sich dem Angriff entziehen. Um das Ritual endgültig beenden zu können, müssen sie die magischen Verbindungen wiederherstellen, die ihnen den Gefildewechsel ermöglichen. Da Atticus das Phänomen verstanden hat, bringt er den Gott Faunus mit einer List dazu, zum Olymp zurückzukehren. Sein Umhertreiben in der Welt war der Grund der Störung der Verbindungen. Als dies gelingt, ist ihnen endlich die Zeit vergönnt, um die Bindung zu beenden. Als Granuaile als vollwertige Druidin das Ritual besteht, zwingt Atticus sich nicht mehr dazu, die Lehrer-Schüler-Rolle beizubehalten und sie gestehen sich gegenseitig ihre Liebe.

Seit mehr als tausend Jahren gibt es nun mehr als einen Druiden auf der Erde, was Atticus ermöglicht, sich endlich auf die Gestalten zu konzentrieren, die ihn zu töten versuchen. Einerseits entfacht er durch ein Abkommen wieder die Vampirjagd, womit er sich Theophilus vom Hals halt will. Anschließend lässt er die Dryaden, die er als Druckmittel gegen Faunus gefangen genommen hat, wieder frei und nimmt den Kampf mit Bacchus auf. Zwar kann er den Unsterblichen nicht töten, schafft es jedoch, ihn in einem verlangsamten Zeitstrom gefangen zu setzen. Nun muss er nur noch sein Versprechen erfüllen, den Fenriswolf zu töten. Dies stellt sich als die größte Herausforderung dar, bei der er auf die Hilfe der Göttin Freyja und einer Zwergenstreitmacht aus den nordischen Gefilden zurückgreifen muss. Dennoch gelingt es ihm gemeinsam mit Granuaile, Fenris zu besiegen und so Ragnarök hinauszuzögern.

### Gejagt
| Originaltitel | Hunted                                     |
| Erschienen    | - 25. Juni 2013 (USA) - 2017 (Deutschland) |
| Übersetzer    | Friedrich Mader                            |

Obwohl es Atticus geschafft hat, sich vieler Gegner zu entledigen, treten dadurch nur noch mehr hervor. Das römische und griechische Pantheon hat in der Gefangensetzung von Bacchus einen Grund gefunden, Atticus töten zu lassen. Sie entsenden die beiden Göttinnen der Jagd, Artemis und Diana, denen sich Atticus nur durch die Hilfe der Morrigan entziehen kann, die dabei ihr Leben lässt. Da die Olympier nach dem Glauben ihrer Anhänger wahrhaft unsterblich sind, kann Atticus den Kampf nicht aufnehmen und muss fliehen. Kurz bevor die Morrigan stirbt und ihre mentale Verbindung abreist, weissagt sie ihm, dass ihre einzige sichere Zuflucht in dem Gebiet von Herne ist. Dies erweist sich jedoch als schweres Ziel, da noch immer die Gefildewechsel durch Faunus blockiert werden. So müssen Atticus, Granuaile und Oberon von Rumänien bis nach England in den Windsor Forest laufen, da die Prophezeiung der Morrigan besagt, dass sie nur so sicher ans Ziel kommen können. Unterstützt durch die Kraft der Erde und zeitweise in tierischer Gestalt, können sie sich mehreren versuchten Angriffen von Vampiren und Dunkelelfen entziehen. In Polen treffen sie den Hexenzirkel von Malina Sokoloski wieder, mit dem Atticus schon in Amerika zu tun hatte. Bei diesem Zusammentreffen werden sie von Loki aufgespürt, der mit vereinten Kräften durch die Hexen gebannt werden kann. Sie setzen ihre Flucht fort, werden jedoch bald von Odin, der sich, um Ragnarök zu verhindern, mit Atticus verbündet hat, von Lokis Entkommen unterrichtet. Gleichzeitig gibt er Atticus auch eine Erklärung, warum seine Verfolger so genau über seine Route Bescheid wissen; durch sein Amulett ist er zwar vor Hellseherei geschützt, jedoch nicht Granuaile. Daher schlagen sie einen Bogen nach Deutschland, in der Hoffnung, dort doch eine unbewachte Tür in alten Gefilde von Tír na nÓg zu finden. Diese finden sie jedoch von einem Mantikor beschützt vor, was Atticus klarmacht, dass einer der Túatha Dé Danann in seine Jagd involviert ist. Er verdächtigt einen Feenherrscher, den er einst bloßgestellt hatte, und Midhir, den Halbbruder des von ihm getöteten Aenghus Óg. Da ihnen der Weg nach Tír na nÓg abgeschnitten ist, setzten sie ihren Weg weiter zu Fuß in Richtung Belgien fort. Unterwegs werden sie von einem weiteren Angriff überrascht; ein menschlicher Heckenschütze tötet Atticus mit einem Kopfschuss, bevor er selbst von Granuaile getötet wird. Im Glauben, ihren Meister verloren zu haben, bittet sie den örtlichen Elementargeist, Atticus in der Erde aufzunehmen, und setzt den Weg fort, um nicht von den olympischen Göttinnen eingeholt zu werden. Doch dank eines zu Napoleons Zeiten gefertigten Anhängers kann sich Atticus selbst wiederbeleben und folgt Granuaile, nun totgeglaubt und als Jäger der Jäger-Göttinnen. Dies erweist sich als entscheidender Vorteil, als Granuaile von den Olympierinnen eingeholt werden. Gemeinsam können sie sie besiegen und ihre Köpfe abschlagen, was ihren Heilungsprozess aufhält. Granuaile und Atticus bleibt jedoch nur wenig Zeit, seine Wiederauferstehung zu genießen, denn die Olympier fordern durch ihre jeweiligen Götterboten Hermes und Mercurius die Herausgabe der Jägerinnen und Bacchus. Obwohl ihnen durch einen Befehl von unbekannten anderen Göttern untersagt ist, Atticus selbst anzugreifen, versuchen sie mit Gewalt, die Köpfe der Göttinnen zu erbeuten. Dies gelingt ihnen auch, wenngleich Atticus sie vorher so verstümmelt, dass ihr Heilungsprozess eine Weile dauern wird. Schließlich kommen sie in Belgien an, wo er von Odin unterrichtet wird, dass die von Atticus in Gang gesetzte Vampirjagd Früchte trägt und Odin einige von Atticus’ Häschern erledigen konnte. Dennoch wird er von seinem ehemaligen Anwalt Leif Helgarson aufgespürt, der ihn in einen Kampf mit einem vampirähnlichen Wesen namens Werner Drasche verwickelt. Nachdem dieser jedoch von Atticus überzeugt werden kann, dass er nur benutzt wird, gehen sie in einem Waffenstillstand auseinander. Ihre letzte Hürde bis England stellt die Überquerung der Straße von Dover dar, auf der sie sich auf einen Kampf mit den olympischen Meeresgottheiten Poseidon und Neptun einlassen müssen. Nur mit knapper Not können sie England erreichen. Dort treffen sie mit dem Zwerg Fjalar zusammen, der sie beim Kampf gegen eine Gruppe von Dunkelelfen unterstützt. Endlich angekommen in Hernes Reich, können sie sich das erste Mal für kurze Zeit ausruhen, bevor die wieder geheilten Artemis und Diana sie erreichen. Mithilfe von Herne und Flidais gelingt es ihnen, die Göttinnen erneut zu besiegen und als Druckmittel gegen die Olympier verwenden, damit diese ihnen endlich eine Audienz gewähren. Schließlich können sie Jupiter und Zeus überzeugen, dass das Ende der Welt – verkörpert durch Ragnarök – weit wichtiger ist als Rache für Bacchus. Sofort wird das neue Bündnis auf die Probe gestellt, da sich Loki erneut einmischt, jedoch von seiner Tochter Hel fortgebracht wird. Auch Bacchus, der von Atticus schließlich befreit wird, will seinen Rachefeldzug nicht aufgeben und kann nur mit Mühe von den anderen Olympiern ruhig gestellt werden. Nun vorerst von den göttlichen Verfolgern befreit, macht sich Atticus an die Enthüllung des Verräters bei den Túatha Dé Danann. Midhir und den Feenherrscher findet er in Midhirs Sitz ermordet vor und wird von dem dort wartenden Mantikor fast getötet. Schwer verletzt kann er sich zurück nach Tír na nÓg flüchten, wo er sich erholt. Schließlich begeben sie sich auf eine der Zeitinseln, wo zuvor Bacchus eingesperrt war, denn dort soll sich laut der Prophezeiung der Morrigan ein potentieller Verbündeter von Atticus befinden.

### Erschüttert
| Originaltitel | Shattered                                       |
| Erschienen    | - 17. Juni 2014 (USA) - Juli 2017 (Deutschland) |
| Übersetzer    | Friedrich Mader                                 |

### Aufgespießt
| Originaltitel | Staked                                                |
| Erschienen    | - 26. Januar 2016 (USA) - 10. März 2018 (Deutschland) |
| Übersetzer    | Friedrich Mader                                       |

### Zerschmettert
| Originaltitel | Scourged                                            |
| Erschienen    | - 3. April 2018 (USA) - 20. Juli 2019 (Deutschland) |
| Übersetzer    | Friedrich Mader                                     |

### Überfallen, Kurzgeschichten
| Originaltitel | Besieged                                              |
| Erschienen    | - 11. Juli 2017 (USA) - 31. Januar 2019 (Deutschland) |
| Übersetzer    | Friedrich Mader                                       |

## Hauptcharaktere

### Atticus O’Sullivan
Siodhachan Ó Suileabháin wurde im Jahr 83 vor Christi Geburt in Irland geboren und absolvierte die Ausbildung zum Druiden. Als solcher verschrieb er sich Gaia, der Erde selbst, und nutzte ihre Kraft und Magie, um sie und die Elementargeister vor jedweder Bedrohung zu schützen. Als die Römer die Druiden fast vollständig auslöschten und er durch einen Konflikt der persönliche Feind des Gottes Aenghus Óg wurde, flüchtete er und versteckte sich. Durch Kräuterkunde fand er das Elixier für ewige Jugend und streifte als letzter lebender Druide durch die Welt. Irgendwann kam er auf den amerikanischen Kontinent und ließ sich im zwanzigsten Jahrhundert in Arizona nieder. Er nahm den Namen Atticus O’Sullivan an und betrieb einen Buch- und Kräuterladen. Schließlich muss er sich jedoch Óg entgegenstellen und tötet ihn. Im Laufe der folgenden Monate gerät er immer mehr in Konflikte mit Göttern verschiedener Sagen, Hexen, Vampiren und etlichen weiteren mythischen Gestalten. Doch mithilfe vieler Verbündeter kann er sich gegen sie behaupten und findet in der Irin Granuaile eine neue Schülerin und später auch Geliebte, mit der er einen neuen Druidenzirkel aufbauen will.

### Granuaile MacTiernan
Granuaile ist eine hübsche Irin, die in der Stadt Tempe in Arizona nach Abschluss eines Philosophiestudiums als Barfrau arbeitet. Sie teilt sich ihren Körper mit dem Geist der indischen Hexe Laksha. Sie lernt Atticus kennen, der Laksha hilft, ihre Macht zurückzuholen und einen neuen Körper zu finden. Später nimmt Atticus sie als Schülerin an, um ihr den langwierigen Weg des Druidentums zu zeigen. Sie ist sehr intelligent und lernwillig, wodurch sie rasch Fortschritte macht. Allerdings kann sie Atticus aufgrund der fehlenden Verbindung zur Erde noch nicht magisch im Kampf unterstützen, weshalb ihr Lehrer sie stets beschützen muss. Um ihre Ausbildung absolvieren zu können, muss sie ihren Tod vortäuschen und sich von ihrer Familie lossagen, was sie ohne zu zögern tut. Im Laufe der Ausbildung verliebt sie sich in Atticus, muss jedoch das Ende der zwölfjährigen Ausbildung abwarten, bis die beiden eine Beziehung zulassen können.

### Oberon
Oberon ist ein Irischer Wolfshund. Mit 15 Jahren ist er deutlich älter als ein Artgenosse eigentlich werden dürfte, da Atticus ihm sein Immortali-Tee genanntes Jugendserum gibt. Oberon ist in der Lage, sich mental mit Atticus zu unterhalten, ebenso mit einigen Gottheiten wie Flidais. Zwar hat er einen für ein Tier beachtlichen Intellekt, ist jedoch in seiner Denkweise einfach gestrickt. Seine manchmal banalen, den Zusammenhang verzerrende Kommentare werden jedoch von Atticus sehr geschätzt, da sie ihm helfen, angespannte Situationen lässiger zu sehen. Als Wachhund hilft Oberon seinem Herrn, ihn vor möglicherweise unerwünschten Ankömmlingen zu warnen. Aufgrund seiner Größe und Masse kann er sich jedoch auch bei kleineren Kämpfen beteiligen. Als er Atticus vor dem mächtigen Vampir Zdenik beschützen will, bricht er sich einige Rippen, verschafft Atticus jedoch die Zeit, um seinen Gegner mit einem Bindezauber aufzulösen. Auch bei seinen weiteren Kämpfen kann er ihn immer wieder unterstützen und macht es sich auch zur Aufgabe, seine Schülerin Granuaile zu beschützen.

### Leif Helgarson
Leif ist ein tausend Jahre alter Vampir, der als Anwalt in Tempe arbeitet. Er gehört zur Kanzlei Magnusson und Hauk, die von einem Werwolf-Rudel geleitet wird und Atticus als Klienten hat. Um seine zahlreichen Probleme mit der sterblichen Welt zu lösen, die seine magischen Konflikte hervorrufen, ist Leif sehr bewandert mit dem amerikanischen Gesetz. Allerdings kann er nur nachts arbeiten, da ihn Sonnenlicht tötet. Auch hilft er Atticus bei zahlreichen Kämpfen und trainiert mit ihm den Schwertkampf. Später bringt er ihn dazu, sich an seinem Rachefeldzug gegen den Donnergott Thor zu beteiligen, der einst seine Familie aus Spaß tötete. Bei diesem Kampf wird er jedoch schwer verletzt und überlebt nur durch Atticus’ Druidenkräfte. Durch seinen Kräfteverlust kann er jedoch sein Territorium nicht mehr verteidigen und muss Atticus hintergehen, damit dieser seinen Schöpfer Zdenik, der das Territorium übernehmen will, tötet. Weil Oberon dabei verletzt wird, geht ihre Freundschaft zugrunde und er tritt aus der Kanzlei aus. Er arbeitet daran, in der Vampirhierarchie aufzusteigen und spinnt hierfür Intrigen. Leif will Atticus als Werkzeug benutzen, da Druiden gegenüber Vampiren dergestalt im Vorteil sind, dass sie diese mit wenigen Worten in ihre Bestandteile auflösen können.

### Hal Hauk
Hallbjörn Hauk ist ein Werwolf aus Island und Teil des Tempe-Rudels. Gemeinsam mit seinem Alpha-Tier Gunnar Magnusson leitet er die Anwaltskanzlei Magnusson und Hauk. Er steht Atticus sowohl als Anwalt als auch Mitstreiter in zahlreichen Kämpfen, wie gegen einen polnischen Hexenzirkel, zur Seite und versorgt ihn mit neuen Papieren, Geld und Kontakten, sobald er in Schwierigkeiten mit dem Gesetz gerät. Nachdem Gunnar im Kampf mit dem nordischen Pantheon ums Leben kommt, nimmt Hauk den Platz des Rudel-Alphas ein. Da er das nie sein wollte und Atticus gebeten hatte, seinen Alpha lebend von dem Feldzug zurückzubringen, ist er nicht glücklich mit seiner Position, nimmt diese jedoch an und steht Atticus auch weiterhin zur Seite. So unterstützt er ihn mit Geld und sonstigen Habseligkeiten auf der ganzen Welt.

### Morrígan
Die Morrígan ist die keltische Schlachtengöttin. Sie vereinbarte einst mit Atticus, ihn nie aus einer Schlacht zu den Toten zu holen, wenn es in ihrer Macht stand. Seitdem besucht sie den Druiden regelmäßig und warnt ihn vor Prophezeiungen, die sein Leben betreffen könnten. Sie sieht in ihm jedoch auch ein Objekt zur Auslebung ihrer sexuellen Leidenschaften und benutzt ihn teilweise, um ihre Stellungen bei den Túatha Dé Danann zu festigen. Letztlich hilft sie ihm, seinen Tod vorzutäuschen, um sich dem Hass vieler Götter zu entziehen und ein neues Leben zu beginnen. Somit ist sie die einzige keltische Gottheit, die weiß, dass er noch am Leben ist. Später lässt sie sich von den olympischen Göttinnen Artemis und Diana töten, um Atticus die Flucht zu ermöglichen, andererseits jedoch auch, weil sie sich gegen ihre göttliche Natur nicht auflehnen kann und nicht mehr als unheilbringende Schlachtengöttin existieren will.

### Laksha Kulasekaran
Laksha ist eine indische Hexe, die 1277 in Madurai geboren wurde. Mit sechzehn Jahren lernte sie Marco Polo kennen und beschloss, sich aus dem Kastensystem zu befreien. Sie erlernte die Kunst der Vedischen Dämonen, um ihren Geist in andere Menschen oder Gegenstände zu transferieren. So überlebte sie ein Schiffsunglück, bei dem sie ihren Geist in ihre von einem Dämon geschaffene Edelstein-Halskette übertrug, die ihre Kräfte verstärken konnte. Auf Umwegen ließ sie sich in dem Geist der Barfrau Granuaile nieder, bis sie mit Atticus Hilfe ihre Halskette zurückerhielt und einen neuen Körper übernehmen konnte. In der Zeit danach half sie Atticus bei seinem Kampf gegen einige Bacchantinnen, der ihr als Gegenleistung einen von Iduns unsterblich machenden goldenen Äpfeln brachte.

### Katie MacDonagh
Katie MacDonagh ist eine alte irische Witwe, die in Tempe wohnt und Atticus‘ Nachbarin ist. Sie ist eine nette alte Dame, und Atticus freundet sich rasch mit ihr an. Über die Jahre, in denen er in Arizona wohnt, weiß sie nichts von seiner wahren Identität, bis sie direkt damit konfrontiert wird, weil Atticus einen Gott vor ihren Augen erschlägt. Doch sie hält weiter zu ihm und unterstützt ihn, soweit es in ihrer Macht liegt. Allerdings leidet sie unter den Gebrechen, die mit dem Alter kommen und stirbt. Ihren Körper reißt jedoch die nordische Todesgöttin Hel an sich, um sich in der sterblichen Welt zeigen zu können und Atticus aufzuspüren, lässt den Körper später jedoch fallen.

## Kritik
„Kevin Hearne … hat sich eine rasante Geschichte mit ganz eigenartigen Romanfiguren ausgedacht und gekonnt uralte Mythen mit modernen Elementen vertäut, wodurch er den Leser gleichermaßen in Lachen wie Staunen versetzt.“

„Die Chronik des eisernen Druiden ist eine der besten Serien im Genre Urban Fantasy der letzten Jahre.“

„Die Chronik des eisernen Druiden überzeugt von der ersten bis zu letzten Seite. Phantastische Unterhaltung vom Feinsten.“